# اور جادو
اور جادو (انگلیسی: Ur Jaddou؛ زادهٔ ۱۹۷۴ (۵۰–۵۱ سال)) سیاست‌مدار اهل ایالات متحده آمریکا است. وی رئیس خدمات شهروندی و مهاجرت ایالات متحده آمریکا است.